# To Demonstrate How Spiders Fly
To Demonstrate How Spiders Fly er en britisk stumfilm fra 1909 af F. Percy Smith.